# Martinskirche (Isingen)

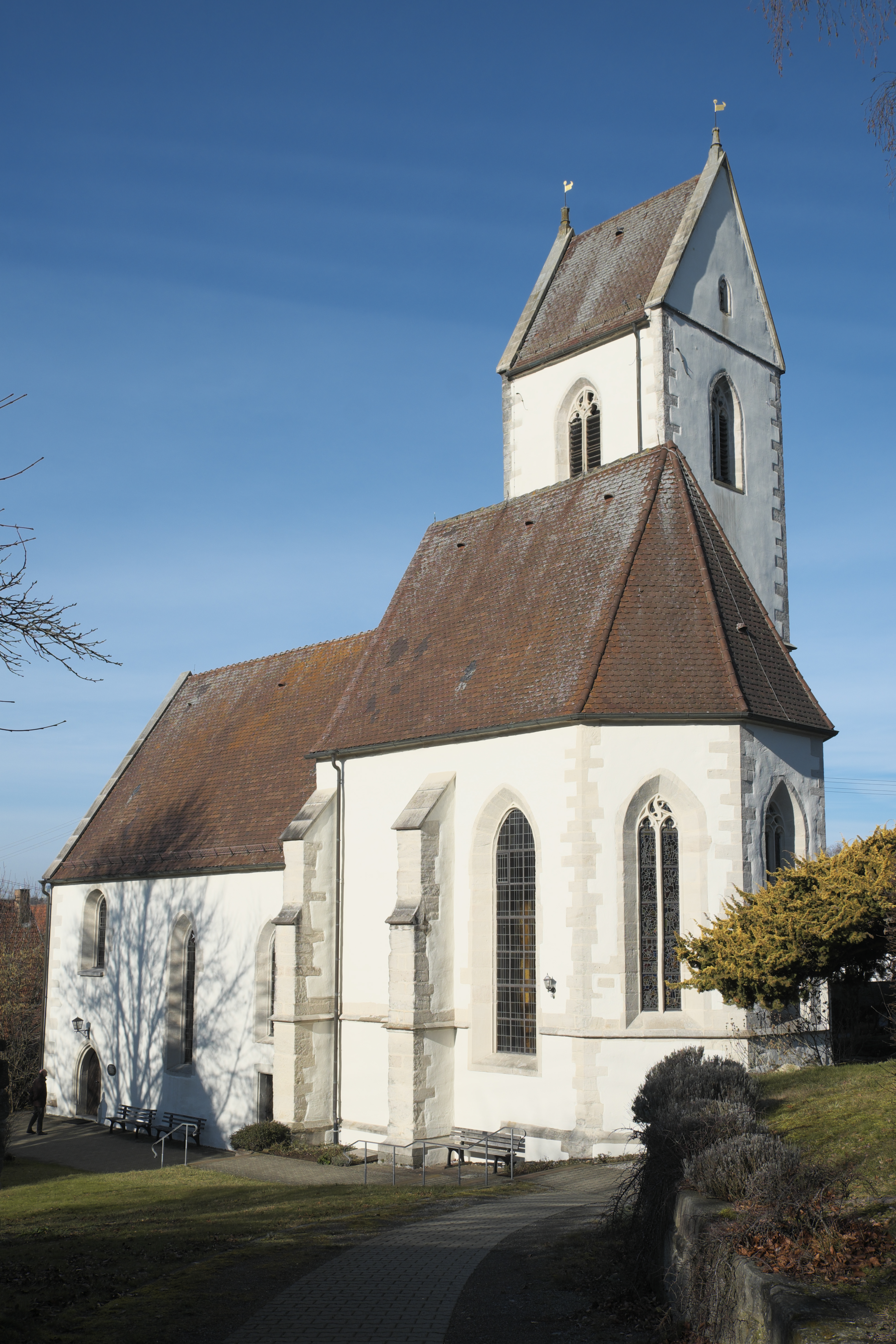

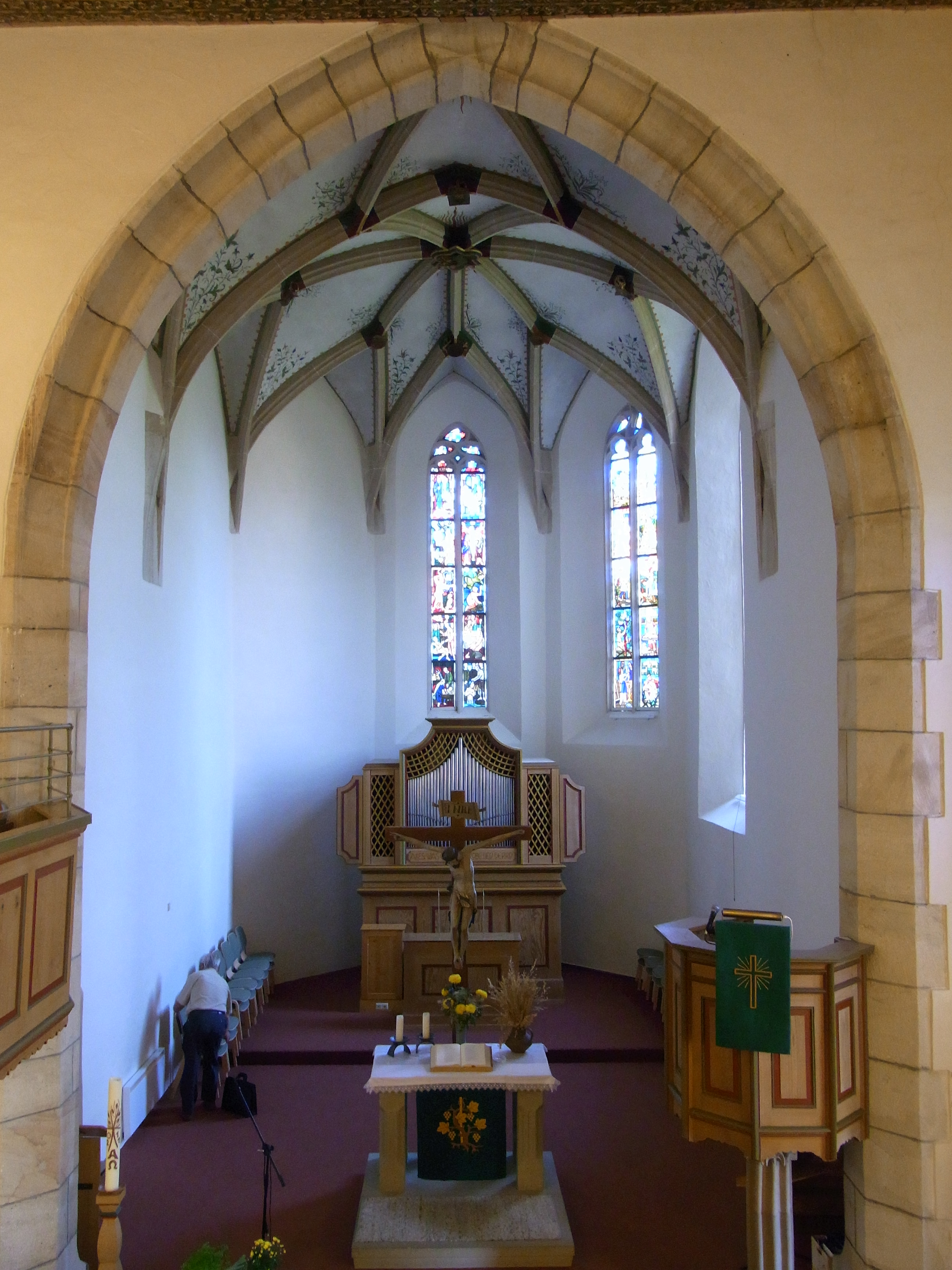
Innenraum der Kirche, Blick in den Chor

Die Martinskirche in Isingen, einem Stadtteil von Rosenfeld im baden-württembergischen Zollernalbkreis, ist eine denkmalgeschützte evangelische Pfarrkirche. Sie gehört zur Verbundkirchengemeinde Rosenfeld-Isingen im Kirchenbezirk Balingen.

## Geschichte und Architektur
Die Baugeschichte der Martinskirche ist bis in das 12. Jahrhundert zurückzuverfolgen. Reste der im Jahr 1140 erwähnten romanischen Steinkirche sind bis heute erkennbar. Das heutige Erscheinungsbild wird von der Spätgotik dominiert, seit der Fertigstellung im Jahr 1451 wurden kaum noch nennenswerte Veränderungen vorgenommen.
Die Kirche ist ein verputzter Saalbau mit Satteldach und einen höheren polygonalen Chor mit Strebepfeilern und Netzrippengewölbe. Langhaus und Chor stammen aus dem 15. Jahrhundert. Der Chorflankenturm hat ebenfalls ein Satteldach. Der Turm stammt im Kern aus dem 13. Jahrhundert.
Die Kirche ist von einem ummauerten Kirchhof umgeben.

## Ausstattung
- Spätgotischer Kanzelstock mit barockem Korb
- Taufstein (datiert auf 1516)
- Kruzifix aus dem 15. Jahrhundert
- Ornamental bemalte Holzfelderdecke aus dem 16. Jahrhundert
- Epitaph an der Emporenbrüstung von 1636. Dargestellt wird die Enthauptung von Johannes dem Täufer
- Orgel der Gebr. Link mit mechanischer Kegellade, einem Manual und neun Register. Die Orgel wurde 1885 unter Verwendung historischen Pfeifenmaterials eingebaut und 1948/49 renoviert.

### Fenster
- Leben-Jesu-Fenster, 1973 eingesetzt, Valentin Saile
- Gleichnisse-Jesu-Fenster, 2004 eingebaut, Dorothea Kunz-Saile
- Heiliger-Martin-von-Tours-Fenster, 2013 eingebaut, Dorothea Kunz-Saile

## Glocken
Im Turm der Georgskirche hängen drei Glocken, die noch aus dem Mittelalter stammen.
| Nr. | Name            | Ø (mm) | Masse (kg) | Nominal (HT-1/16) | Gussjahr | Glockengießer |
| 1   | Große Glocke    |        |            |                   | 1370     |               |
| 2   | Mittlere Glocke |        |            |                   | 1451     |               |
| 3   | Kleine Glocke   |        |            |                   | 1448     |               |